# Cratere Rampyari
Rampyari  è un cratere sulla superficie di Venere.